# 前橋こども図書館
前橋こども図書館（まえばしこどもとしょかん）は、群馬県前橋市が設置している公共図書館。0 - 18歳を対象とする図書館で、前橋市立図書館の分館の役割を持つ。

## 概要
延床面積は1563.32m2で、ワンフロアのこども図書館では日本最大級を誇る。2007年12月8日オープン。前橋市立図書館の分館の役割を持ち、前橋市立図書館と地区公民館・支所に併設される他の15の分館とオンラインネットワークで結ばれ、相互配本返却システムを導入している。前橋市立図書館の児童サービス機能は全てこども図書館に移され、前橋市の子どもの読書の拠点の役割がある。そのため学校教育・社会教育・児童文化・児童文学の図書から料理・手芸・旅行まで育児や家庭教育に関するあらゆる分野の図書を所蔵しており、「ブックスタート事業」や地元の児童文学作家の公演や展示を積極的に行っている。
地上7階・地下2階の前橋プラザ元気21の中にあり、プレイルームと親子元気ルームを擁する子育て広場との複合施設として「子どもは前橋の宝」をコンセプトにするこども交流プラザとして同建物の2階にある。子育て広場と特に意識的な連携はしていないというが、隣接しているため相乗効果が生まれ、こども交流プラザの利用者は年間約44万人を誇る。

木調が基本の館内は乳幼児から本に親しめるよう、子どもの目線の高さに配したユニークな展示型書架や、森林機関車のオブジェや絵本作家と子どもたちが描いた壁面などで飾られ、暖かい雰囲気で明るくのびやかで広々とした空間になっている。赤ちゃん連れの人のために貸し出し用のベビーカーが準備され、寝ころび広場やおはなしの部屋（和室・洋室）やワークルームやボランティア室などが完備されている。またトイレも特に配慮して男女とも子ども用トイレを設置する。おむつ交換台は男性も利用できるようトイレの通路に設置してある。

## 沿革

### 年表
- 2007年（平成19年）12月8日 - 前橋こども図書館開館[5]。
- 2008年（平成29年）7月 - ブックスタート事業開始[7]。

## 利用案内
- 開館日:2007年（平成19年）12月8日[5]
- 住所:群馬県前橋市本町二丁目12番1号前橋プラザ「元気21」2階[8]
- 電話番号:027-230-8833[8]
- 開館時間:10:00 - 18:00[8]
- 休館日:第四水曜日（祝日の時は直後の平日）、年末年始（12月29日～翌年1月4日）、特別整理（蔵書整理）期間、6・12月の第一月曜日[8]
- 駐車場:314台（前橋プラザ元気21の他の施設と共用）[8]。ほかに近隣の市営駐車場が使用可（利用者割引あり）[8]。
- 蔵書数:138,678冊（2016年3月31日現在）[9]

## 主要事業

### ブックスタート事業
- 2008年7月からボランティアと連携してブックスタート事業を行っている[4][7]。赤ちゃんが絵本に親しむことと、絵本を通じて親子の「ふれあい」や「きずな」が深まるきっかけとなることを目的にしている[10]。
- 「こんにちは赤ちゃん事業」で各家庭を訪問した保険推進員等に手渡される絵本引換券を前橋こども図書館に持参すると絵本1冊と交換されるという事業である[10]。絵本は「おつきさまこんばんは」「じゃあじゃあびりびり」「くだもの」「いないいないばあ」「かたんごとんがたんごとん」の中から選べる[10]。
- 期限は1歳の誕生月の月末まで。期限を過ぎたり前橋市外に引っ越した場合は引き換えはできない[10]。ただし引換券を紛失したり生まれた後に前橋市内に引っ越してきた場合は、赤ちゃんの住所・生年月日がわかる書類を持参すればもらえる[10]。

## 統計資料

### 蔵書数
- 資料別収蔵数（2016年3月31日現在）[9]

| 一般書 | 児童書  | 視聴覚資料 | 合計    |
| ------ | ------- | ---------- | ------- |
| 14,509 | 119,601 | 4,568      | 138,678 |

### 利用登録者数
| 年度             | 2011    | 2012    | 2013    | 2014    | 2015    |
| ---------------- | ------- | ------- | ------- | ------- | ------- |
| 貸出利用者数     | 39,540  | 37,019  | 34,569  | 37,071  | 37,991  |
| 貸出利用冊・点数 | 217,020 | 209,192 | 211,181 | 213,246 | 219,809 |

## 交通アクセス
- JR東日本：両毛線前橋駅 徒歩10分[8]
- 上毛電気鉄道：中央前橋駅 徒歩6分[8]
- 群馬中央バス/上信バス/永井運輸/関越交通/日本中央バス/群馬バス「本町」徒歩2分など[8]